# حسین بن مطیر اسدی
حسین بن مُطیر اسدی (۷۱۰–۷۵۵م) شاعر حجازی مخضرم بود. در رجز و قصیده، مدح، فخر، وصف و غزل‌سرایی مهارت داشت. ابوهلال عسکری و ابن معتز او را باهوش‌ترین شاعران در وصف ابر دانسته‌اند.